# Eurya asterica
Eurya asterica är en tvåhjärtbladig växtart som beskrevs av W.R. Barker. Eurya asterica ingår i släktet Eurya och familjen Pentaphylacaceae. Inga underarter finns listade i Catalogue of Life.